# Christmas Jollies
Christmas Jollies es el tercer álbum dirigido por Vincent Montana Jr. y el primer álbum navideño de Salsoul Orchestra. Fue grabado y lanzado por Salsoul Records en noviembre de 1976. Este se convirtió en el álbum navideño más vendido entre 1976 y 1977.

## Lista de canciones
| Canciones |                                             |          |  |
| N.º       | Título                                      | Duración |  |
| 1.        | «The Little Drummer Boy»                    | 4:57     |  |
| 2.        | «Sleigh Ride»                               | 3:03     |  |
| 3.        | «Silent Night (Instrumental)»               | 1:05     |  |
| 4.        | «Merry Christmas All» (con Dennise Montana) | 3:28     |  |
| 5.        | «There's Someone Who's Knocking»            | 3:59     |  |
| 6.        | «Christmas Time»                            | 2:10     |  |
| 7.        | «Christmas Medley»                          | 12:08    |  |
| 8.        | «New Year's Medley»                         | 6:46     |  |

## Personal
- Keyboards - Carlton Kent
- Bass - Gordon Edwards
- Drums - Earl Young
- Congas - Larry Washington, Osvaldo Martinez
- Alto Saxophone - John Bonnie en "We Wish You a Merry Christmas" y "There's Someone Who's Knocking"
- Sólo de trompeta de Evan Solot en "We Wish You a Merry Christmas"
- Guitars - Ronnie James, Norman Harris
- Banjo - Ronnie James
- Strings & Horns - Don Renaldo and His Little Helpers
- Tuba - Eddie Moore
- Vibes, Chimes, Marimba, Timpani, Percussion, Bells, Producer - Vincent Montana, Jr.
- Vocals - The Sweethearts of Sigma: Barbara Ingram, Evette Benton, Carla Benson (tracks A1, A2 and A5)